# Camilo Trujillo Pineda
Camilo Trujillo Pineda (San Andrés de Cuerquia, 12 de octubre de 1990) es un actor, modelo y cantante colombiano.

## Biografía
Nació en un hogar conformado por Luz Stella Pineda y Hernán Darío Trujillo. Inició su carrera en la actuación desde temprana edad, participando en producciones televisivas y buscando oportunidades en el ámbito audiovisual.[cita requerida]
Durante su infancia practicó fútbol,[cita requerida] actividad que abandonó tras sufrir una lesión en la rodilla mientras participaba en las grabaciones de la serie Juego Limpio.[cita requerida] A partir de ese momento se dedicó de manera continua a su carrera como actor.
En noviembre de 2024 fue postulado como participante en el programa La casa de los famosos Colombia. Su ingreso fue decidido mediante votación del público. Permaneció 126 días en competencia y ocupó la séptima posición en la etapa final del concurso.

## Telenovelas y series
| Año  | Producción            | Personaje                  |
| ---- | --------------------- | -------------------------- |
| 2006 | Amores de Mercado     | Salvador "Chava" Duarte    |
| 2007 | Madre Luna            |                            |
| 2007 | Padres e Hijos        | Diego Franco               |
| 2008 | Muñoz Vale por 2      |                            |
| 2010 | La Pola               | Padre Josecito             |
| 2010 | Niñas Mal             |                            |
| 2012 | Pobres Rico           | Jhon Alexis Siachoque      |
| 2013 | Chica Vampiro         | Vampiro                    |
| 2014 | El estilista          | Pablo Ávila                |
| 2015 | Juego Limpio          | William "El gatico" Patiño |
| 2019 | La Venganza "Revenge" |                            |
| 2019 | Tu voz Stereo         |                            |
| 2020 | Manual para galanes   |                            |
| 2020 | El General Naranjo    |                            |
| 2021 | Enfermeras            |                            |

## Realities y Concursos
- La Casa de los Famosos Colombia 2 (2025)[5]